# Eastpak

Eastpak logo

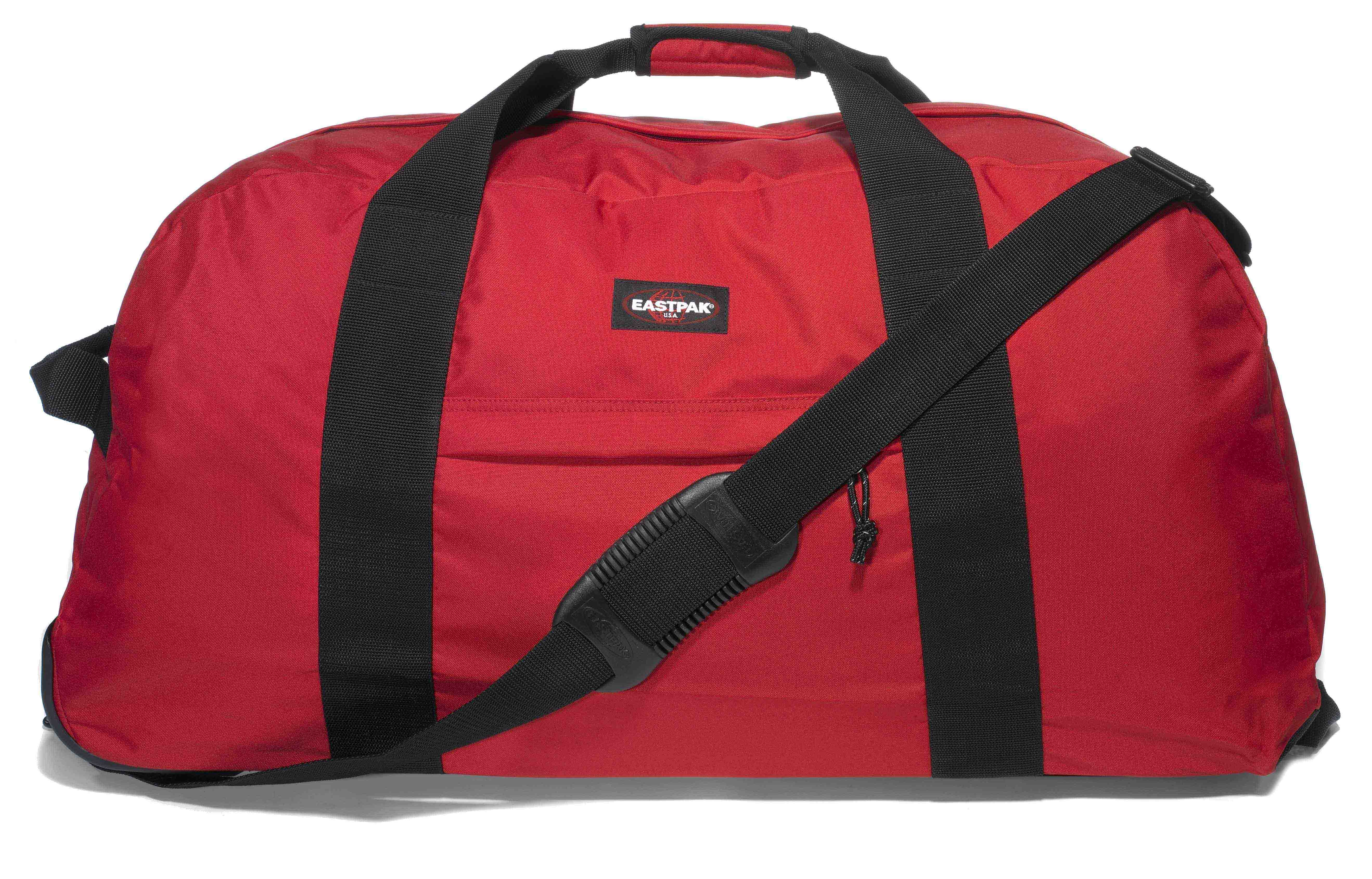
Warehouse duffle

Eastpak är ett amerikanskt företag som grundades 1960 i Boston, Massachusetts. Eastpak tillverkar mestadels väskor av olika slag, till exempel ryggsäckar, laptopväskor, axelremsväskor, resväskor och plånböcker.
Den populäraste modellen heter Eastpak Padded Pakr, en ryggsäck med ett stort och ett litet fack, båda försedda med dragkedja.[källa behövs]
Det danska rockbandet Volbeat sponsras av Eastpak.[källa behövs]